# 日産・M9R
日産・M9Rは日産自動車とルノーが共同開発した直4 2.0リットルのコモンレールディーゼルエンジンである。ガソリンエンジンの場合、日産とルノーでは型式呼称が変わるが、当エンジンを含め、ディーゼルの場合は日産車でも呼称がルノー形式のままである。

## 概要
2005年ルノー・ラグナ 2代目に搭載されて初登場したのち、2008年9月このエンジンをベースに排出するNOxを削減されたものがエクストレイル T31型に搭載され、ポスト新長期規制に世界初対応した。燃焼効率の向上を実現し、さらにディーゼル・パーティキュレート・フィルターにより排出ガス中のすすの99%が取り除かれる。噴射圧1600バールのピエゾインジェクターを持ち、173PSの高出力に加え、 3.5L自然吸気ガソリンエンジンなみの36.7kg·mという高トルクを、それぞれわずか3,750rpmと2,000rpm で発揮し、なおかつ低燃費を実現。騒音もガソリンエンジン同等に抑えられており、振動対策としてバランサーシャフトを備える。
このエンジンを搭載したエクストレイル・20GT クリーンディーゼルは登場当初、日本国内においてハイブリッドカー以外で唯一の100％減税（＝免税）措置を享受できるエンジンであった。また、最大21万円の「クリーンディーゼル自動車導入費補助金」を受け取ることができた（6MT・6ATとも）。
ルノー車では中型以上の車種を中心に搭載され、このエンジンを搭載した2代目メガーヌ ルノー・スポール dCi 175は、ルノー・スポール市販車唯一のディーゼルモデルである。
2014年に登場したエクストレイル T32のディーゼルモデルにはより新しい1.6LのR9Mエンジンが搭載されていたが、2017年のマイナーチェンジを機に再びこのM9Rが搭載された。
製造はフランスセーヌ＝マリティーム県にあるルノーのクレオン工場で行われる。
本エンジンのエンジンオイルは、一般的な欧州車と同じACEA規格のものを使用しており、オイル交換の際は注意が必要である。

## 搭載車種
- ルノー
  - ラティテュード
  - ラグナ
  - メガーヌ
  - セニック
  - コレオス
- 日産
  - エクストレイル
  - キャシュカイ
- ルノーサムスン
  - QM5
  - QM6